# Komisja Brukowa

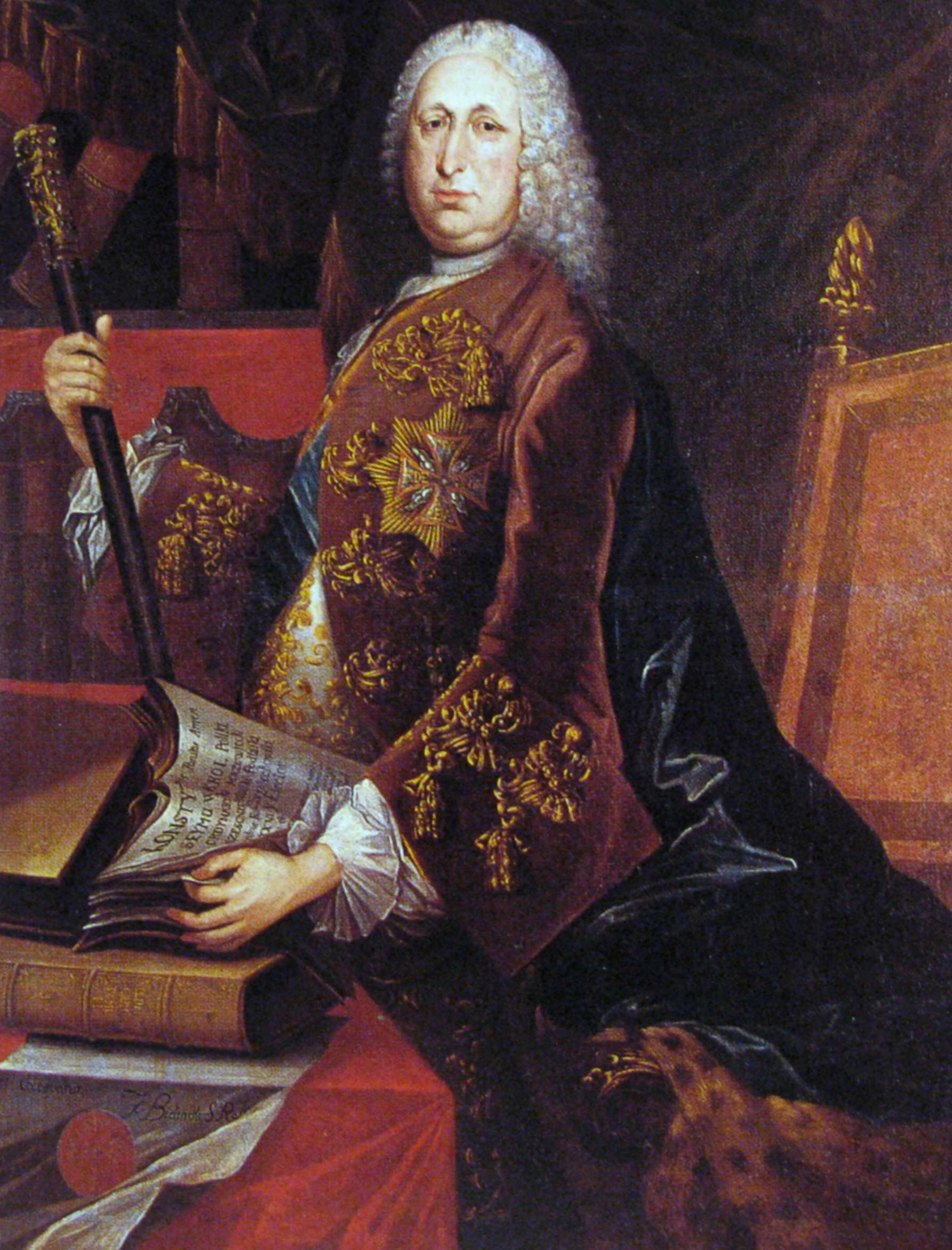
Franciszek Bieliński, der langjährige Leiter der Pflasterkommission; Gemälde eines unbekannten Malers aus der zweiten Hälfte des 18. Jahrhunderts

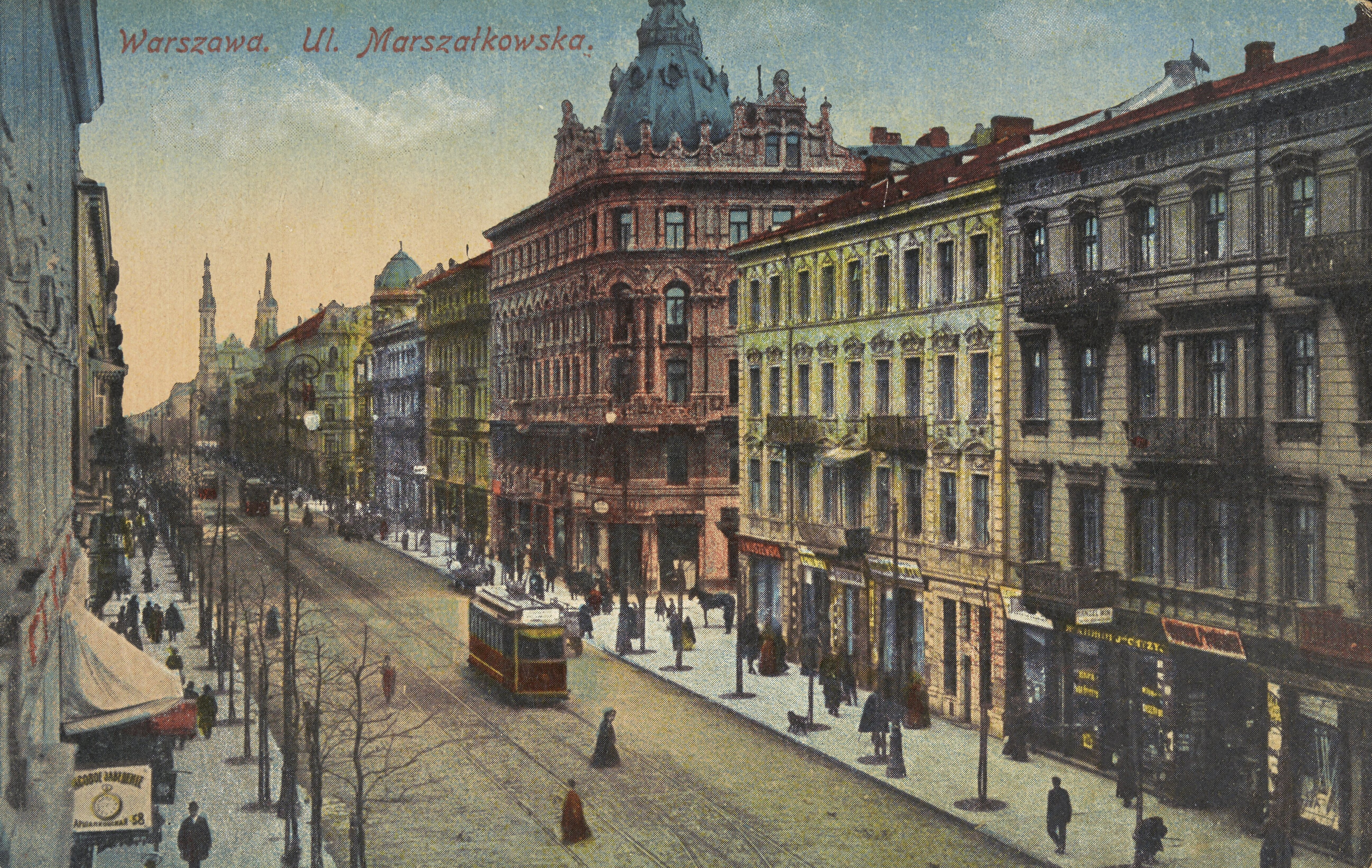
Die Ulica Marszałkowska, hier auf einem Foto aus dem Jahr 1912, wurde von der Kommission trassiert und zu Ehren Bielińskis benannt

Die Komisja Brukowa (deutsch: Pflasterkommission) in Warschau war eine königliche Behörde im 18. Jahrhundert, die wesentlich zur Verbesserung des Warschauer Straßennetzes und damit zur Stadtentwicklung beitrug. Die Kommission wirkte vor allem von 1740 bis 1770.

## Geschichte
Ursprünglich zwar bereits 1685 gegründet, begann die Pflasterkommission seiner Majestät des Königs und der Republik erst im Jahr 1740 ihre eigentliche Arbeit. In der Zwischenzeit war zwar der damals bekannte Architekt Tylman van Gameren von der Kommission beauftragt worden, verschiedene städtische Bauten zu errichten. Ihre vorrangige Aufgabe – die Schaffung moderner Straßen – wurde in den ersten Jahrzehnten des Bestehens von der Kommission aber nicht verwirklicht.

### Unter Franciszek Bieliński
Erst in der Regierungszeit August III., nachdem dem Großkronmarschall Franciszek Bieliński ab 1742 die Leitung der Kommission übertragen worden war, kam es zu einer Reform der Behörde. Unter der langjährigen Leitung Bielińskis entfaltete die Kommission ihre für die Stadtentwicklung folgenreiche Wirkung.
Anfang der 1740er Jahre waren die meisten Straßen Warschaus unbefestigt und verschlammt. Die Kommission sollte in erster Linie für eine Pflasterung sorgen. Dazu waren ihr die entsprechenden Kompetenzen in sämtlichen, damals noch getrennten Warschauer Verwaltungseinheiten übergeben worden. Das betraf die Altstadt Warschau sowie die Neustadt, Praga wie auch die unabhängigen Jurydyki im Umfeld. Die Arbeit der Kommission bei dieser Aufgabe wurde vom Staatsschatz sowie aus einer Gebührenerhebung bei Hausbesitzern an der zu befestigenden Straße (der „Pflastersteuer“) finanziert.
Bieliński beauftragte Pierre Ricaud de Tirregaille, den ersten genauen Stadtplan Warschaus anzulegen. Der legte 1762 einen solchen, erstmals auf Vermessungen basierenden Plan vor.

### Tätigkeiten der Kommission
Neben dem Pflastern vorhandener Straßen war die Kommission auch für die Trassierung neuer Straßen zuständig. Insgesamt wurde die Pflasterung von 222 Straßen – zumeist in der Alt- und Neustadt gelegen – veranlasst. Ebenso entwickelte sie die städtische Infrastruktur – vor allem bei Beleuchtung, Anlage von Wasserleitungen und der Kanalisation – weiter. Da die Kommission zur Durchsetzung der städtischen Planung auch die Zusammenlegung von Grundstücken vorantrieb, griff sie ordnend in den Ballungsprozess ein. Die Kommission ließ Feuchtgebiete trockenlegen (vor allem im Gebiet von Powiśle), Brücken errichten und Straßenschilder aufstellen.
Um Brandrisiken zu minimieren, wurden Brauereien, Töpfereien und Destillerien in dichtbesiedelten Stadtteilen geschlossen. Durch die Anlage von Marktplätzen wurde wilder Handel auf den Straßen reduziert. Die Kommission erließ auch Vorschriften, die teilweise bis heute gültig sind. So verbot sie schon damals das Wegwerfen von Unrat auf Straßen. Besonders bedeutend war die Trassierung der Ulica Marszałkowska im Auftrag Bielińskis im Jahr 1757.
Wegen der energischen Ordnungsaktionen der Kommission erweiterte sich das Stadtgebiet stetig und planmäßig.

### Bedeutungslosigkeit
Bieliński leitete die Kommission bis zum Jahr 1766. Nach seinem Abschied nahm die Bedeutung der Institution ab. 1768 stellte die Kommission noch die ersten Nachtwächter ein, aus denen später die Warschauer Feuerwehr (polnisch: Warszawska Straż Ogniowa) hervorgehen sollte.
Im Jahr 1791 wurde die Kommission auf Basis eines Beschlusses des Parlaments aufgelöst. Ihre Aufgaben übernahm teilweise die neu eingerichtete Polizei- und Ordnungskommission.